# 佳能PowerShot S5 IS
佳能 PowerShot S5 IS 这部800万像素的数码相机拥有12x 变焦镜头和IS影像稳定系统。

## 参数
- 上市时间：2007
- 光学变焦倍数：12倍光学变焦
- 数码变焦倍数：4倍数码变焦
- 操作模式：带全手动功能
- 图像处理系统：DIGIC III
- 短片拍摄功能：支持不间断有声短片拍摄功能，640×480@30/15fps, 320×240@60/30/15fps
- 起始焦距：36
- 实际焦距：6-72mm
- 微距：0cm
- 对焦方式：9点人工智能自动对焦／面部优先／中央单点自动对焦
- 普通对焦范围：50cm-无穷远
- 对焦辅助方式：对焦辅助灯
- 光圈范围：F2.7-F3.5
- 曝光模式：全自动曝光，程序自动曝光，光圈优先曝光，快门优先曝光，手动曝光
- 曝光补偿：-2.0EV - +2.0EV, 1/3EV级调节
- 测光方式：评价测光，中央重点平均测光，点测光（中央点）
- 模式：自动，程序，快门优先，光圈优先，手动，自定义，人像，风景，运动，夜景拍摄，特殊场景（夜景、室内、植物、雪景、海滩、焰火、水族馆、色彩强调、色彩交换），辅助拼接，短片
- 防抖功能：光学防抖
- 连拍：支持，约1.5 张／秒（大／精细模式）
- 自拍：支持，2秒，10秒，自定义
- 附加功能：录音功能
- 有效闪光范围：普通：50cm-5.2m（广角）, 90cm-4.0 m（长焦），微距：30-50cm（广角）
- 外接闪光灯：支持外接闪光灯，热靴
- 存储介质：SD卡，SDHC卡，MMC卡
- 机身内存：无，随机附带32M SD卡
- 照片格式：JPEG
- 照片分辨率：大（3264×2448）、中1(2592×1944)、中2(2048×1536)、中3(1600×1200)、小（640×480）、宽屏（3264×1832像素）
- 数据接口：USB 2.0接口，AV接口
- 电池续航时间：约拍摄170张照片
- 外接电源：AC-DC 适配器（CA-PS700）
- 随机附件：4枚AA型碱性电池、SD卡SDC-32M、USB连接线IFC-400PCU、立体声视频接线STV-250N、背带、数码相机方案光盘、镜头盖
- 随机软件：驱动程序，图象处理软件
- 颜色：黑色
- 尺寸：117×80×78mm
- 菜单语言：英文、德文、法文、荷兰文、丹麦文、芬兰文、意大利文、挪威文、瑞典文、西班牙文、简体中文、繁体中文、日文、俄文、葡萄牙文、韩文、希腊文、波兰文、捷克文、匈牙利文、土耳其文、朝鲜文
- 打印模式：PictBridge
- 播放模式（静止图像）：单张、索引、拍摄日期跳转、我的类别、跳转到文件夹、跳转到短片、10张图像跳转、100张图像跳转
- 播放模式（短片）：普通播放，慢镜头播放，编辑短片
- 其它性能：Canon SELPHY／回放红眼校正功能